# فالنتينوس سياليس
فالنتينوس سياليس (باليونانية: Βαλεντίνος Σιέλης) (1 مارس 1990 بلارنكا في قبرص - ) هو لاعب كرة قدم قبرصي في مركز الدفاع. شارك مع منتخب قبرص تحت 21 سنة لكرة القدم ومنتخب قبرص لكرة القدم. أما مع النوادي، فقد لعب مع أنورثوسيس فاماغوستا وأيل ليماسول ونادي دونكاستر روفرز وEnosis Neon THOI Lakatamia ‏.

## وصلات خارجية
- فالنتينوس سياليس على موقع الاتحاد الأوربي (الإنجليزية)
- فالنتينوس سياليس على موقع دوري كوريا الجنوبية (الإنجليزية)
- فالنتينوس سياليس على موقع قاعدة بيانات كرة القدم.إي يو (الإنجليزية)
- فالنتينوس سياليس على موقع ناشيونال فوتبول تيمز (الإنجليزية)
- فالنتينوس سياليس على موقع Soccerway.com (الإنجليزية)